# Заговор Фальера
Переворот Фальеро — попытка государственного переворота 14 апреля 1355 года, направленного на свержение республиканского правительства Венеции.

## История
Напряженность между горожанами и дворянством Венеции, первоначально возникшая из-за катастрофического поражения в битве при Порто-Лонго от Генуи, в значительной степени считается основной причиной переворота. Однако причиной также могла быть женитьба 81-летнего дожа Марино Фальеро на молодой девушке, которая, по слухам, была вовлечена в несколько романов, в том числе с государственным деятелем Микеле Стено. Постоянные слухи и очевидное высокомерие венецианской знати, кажется, дошли до Фальеро и могли повлиять на него.
Также есть версия о желании дожа превратить Венецию в диктатуру, наподобие Генуи и других северных итальянских городов-государств. Эта точка зрения, однако, оспаривается некоторыми историками, которые ссылаются на явное сожаление Фальеро по поводу суда над ним и на то, что он не говорил о предпочтительности сильной руки для Венеции.
Фальеро встретился с популярными и богатыми общественными деятелями, у которых также были ссоры с дворянством: Бертуччо Изарелло и Филиппо Календарио. Убедив их в необходимости переворота, он изложил свой план: Фальеро и Изарелло наберут 20 доверенных лиц, которые помогут свергнуть правительство, и которые, в свою очередь, наберут ещё 40 заговорщиков.
Однако из-за измены отдельных лиц слухи о беспорядках быстро начали распространяться по городу, и опасавшиеся беспорядков венецианцы сообщили властям. Один из самых влиятельных правительственных органов республиканской Венеции Совет десяти вскоре собрался для обсуждения слухов. Они были обеспокоены ролью дожа в заговоре и, воспользовавшись чрезвычайными полномочиями, вместе с Герцогским советом, синьорами ночи и шестью главами сестиере, приказали немедленно арестовать Календарио и Изарелло, после допроса которых была установлена причастность самого дожа.
После серии быстрых, хотя и жестоких судебных процессов, заговорщики были заключены в тюрьму и казнены, в том числе Календарио, Изарелло и дож Фальеро.